# 羅訴韋德案
罗诉韦德案（英語：Roe v. Wade），又译为露對威德案，是一起被推翻的美國聯邦最高法院案例。美國聯邦最高法院裁定孕婦選擇墮胎的自由受到憲法隱私權的保護。是次最高法院的判決推翻了联邦层面和州层面上的许多反堕胎法。但裁定也引发了一场长期持续的社會爭議：争议的焦点在于堕胎是否应该合法或在应该在多大程度上合法，应该由谁决定堕胎是否合法，以及道德和宗教应在政治方面扮演怎样的角色；并引发了社会上对最高法院在宪法相关的判决中应使用何种方法的争议。
该案由简·罗（真名诺玛·麦考维，因保障個人私隱關係於法律程序上使用化名）提起。罗在1969年怀上了第三胎，但她不想要这个孩子。罗住在德克萨斯州，该州的法律规定只有在孕妇的生命受到威胁时才允许堕胎。她的律师萨拉·韦丁顿和琳达·科菲代表她向美国联邦法院起诉当地的地方檢察官亨利·韦德，并指控德克萨斯州的堕胎法违宪。美国德克萨斯北区联邦地区法院一个由三名法官组成的判决小组作出了有利于罗的判决，并宣布德克萨斯州的相关堕胎法违宪。德克萨斯州相关团体随即将该案上诉至美国联邦最高法院。
1973年1月22日，最高法院以7比2表决通过判决，认为美利坚合众国宪法第十四条修正案的正当法律程序条款为女性提供了基本的“隐私权”，故女性的堕胎权受宪法保护。但最高法院也在判决中指出，堕胎权不是绝对，需要将其与保护妇女健康和产前生命进行平衡。最高法院还在判决中将堕胎权列为“基本权利”，这意味着各地法院需根据最严级别的“严格审查”标准审议当地的堕胎法是否应继续使用。
最高法院做出的判决是美国历史上最具争议性的判决之一。反墮胎團體和政客一直爭取推翻判決。尽管该案受到了大量批评，且1992年的宾州东南部计划生育组织诉凯西案部分推翻该案中的判决：“三个月周期”框架被废弃，而“严格审核”规则被更有弹性的“不当负担”规则所取代。但最高法院仍强调该案是“核心判决”。
2022年5月2日，美国政治媒体《政客》发表被泄露的美國聯邦最高法院关于多布斯诉杰克逊妇女健康组织案的意见稿，表明最高法院将推翻罗诉韦德案的判决，此事引起了巨大的关注和争议。6月24日，最高法院在多布斯诉杰克逊妇女健康组织案中，以5比4的表决正式推翻了罗诉韦德案的判决。

## 案件经过
1969年8月，美國德州的女服務生诺玛·麦考维意外怀孕想堕胎，她的朋友建议她謊稱遭到強姦，以合法堕胎，因为德州法律規定被性侵可以合法墮胎。然而没有警方報告證明其遭到性侵，所以这个办法没有成功。于是，她去了一家地下堕胎诊所，但发现该诊所已经被警察查封。
1970年，律师薩拉·韋丁頓和琳達·科菲为麥考維（化名珍妮·羅，Jane Roe），起诉代表德州的达拉斯县司法长官亨利·韋德，指控称，基于格里斯沃尔德诉康乃狄克州案裁定禁止使用避孕和有助流产的用品侵犯了隐私权，禁止流产也侵犯了她的「隱私權」。地方法院判決，該法侵犯了原告，受美國憲法第九修正案所保障的權利，但是沒有對德州的反墮胎法律提出禁制令（injunction），Roe向美國聯邦最高法院上訴。
1973年1月22日，聯邦最高法院以7比2的比數，認定德州刑法限制婦女墮胎權的規定，違反美國憲法第十四修正案「正當法律程序」條款。

## 最高法院判决

### 多数意见
七位大法官组成多数意见并由大法官哈利·布萊克蒙主笔。意见书中的讨论包括如下内容。

#### 相关性（mootness）
怀孕周期往往短于上诉案件审理周期，因此如果简单因为原告在案件审理过程中不再处于怀孕状态就否定原告的立案资格， 那么此类案件几乎都将排除上诉的可能性。因此尽管最高法院在审理该案时诺玛‧麦考维已经生下胎儿，法院认为原告仍然具有有效的立案资格。

#### 隐私权
法院认为宪法第十四修正案或第九修正案涵盖的隐私权包括女性堕胎的权力，并提出三月期（trimester）框架。在前三个月裡，各地政府不能对堕胎进行任何监管，但女性如需堕胎，必须由有执照的医生进行；在第二个三个月裡，各地政府可以对堕胎进行监管，但目的只能是保护孕妇的健康而非保护胎儿的生命。在胎儿具有体外存活的能力（即怀孕达到第二个三个月的最后几周或第三个三个月）之后，各地政府既可以对堕胎进行监管，也可以要求终止堕胎，但仍有前提条件：只有为有利于母亲的“生命”或“健康”而必须进行监管或堕胎时，才可以进行相应的行为。

### 赞同意见
大法官波特·斯图尔特主笔了由三位大法官达成的赞同意见书。

### 反对意见
大法官拜伦·怀特和威廉·伦奎斯特发表了反对意见书。

## 对判决的批评
大法官露丝·贝德尔·金斯伯格在多个场合表达了对该案判决的批评。她认为该判决基于隐私权的出发点并不完整，而应将重点放在女性权利、性别平等以及女性在社会中的地位上。同时，她认为该判决限制性过强，超过了合适的尺度，扼杀了20世纪70年代合法化堕胎的立法趋势。

## 爭議
- 婦女「墮胎權」是否為「隱私權」所保障? 隱私權的憲法基礎條文為何?
- 未出生的胎兒，是否受憲法第14條修正案「正當法律程序」條款保障?
- 德州禁止墮胎法律，是否違反憲法第14條修正案「正當法律程序」條款?

## 理由
隱私權的保護範圍，包含婦女的墮胎權。不過值得注意的是，法院並未指出隱私權的憲法根據為何。
憲法上的人應該僅適用於出生之後，至於未出生胎兒（unborn child），並非憲法增修條文第14條中所稱的「人」(person)。
法院對婦女墮胎權的保護，採取「嚴格審查」(Strict Scrutiny) 標準，州可以主張，基於保障懷孕婦女的身體健康、維持醫療標準、以及對於未出生胎兒的生命權等具有「重要利益」（important interest），當此種利益已達「不可抗拒利益」(compelling interest) 的程度時，州可以立法的方式，對於婦女的墮胎權做出一定的限制。
法院提出「三階段標準」，認為在婦女的懷孕期間，可以分為三個階段(trimester)。在懷孕前三個月(第1到第12周)，由於胎兒不具有「母體外存活性」 (viability)，所以孕婦可在與醫生討論之後自行決定是否墮胎；懷孕三個月後，政府得限制墮胎，但是只限以保護孕婦健康為必要；在胎兒具有母體外存活性(第24到28周)之後，政府保護潛在生命的利益，達到了不可抗拒利益的程度，除非母親的生命或健康遭遇危險，否則政府禁止墮胎。
德州禁止墮胎的法規，並未因婦女懷孕期間的不同，而訂定不同的審查標準，違反憲法增修條文第14條「正當法律程序」的規定。

## 結論
原判決部分維持，部分廢棄。美國各州議會在反墮胎團體的推動下，通過各種在最高法院判決下限制墮胎的法律。

### 引用
1. ↑  Mears, William; Franken, Bob. . CNN. 2003-01-22  [2022-06-25]. （原始内容存档于2021-04-14）. In all, the Roe and Doe rulings impacted laws in 46 states. [总的来说，“Roe”和“Doe”的判决影响了46个州的法律。]
2. ↑  Greenhouse 2005，第72頁
3. ↑  . casetext. 1970-06-17  [2022-06-15]. （原始内容存档于2022-07-03）.
4. ↑  . Washington Post.   [2022-06-26]. ISSN 0190-8286. （原始内容存档于2022-08-12） （美国英语）.
5. 1 2  Nowak & Rotunda (2012)，§ 18.29(a)(i).
6. 1 2  Chemerinsky (2019)，§ 10.3.3.1, 第887页.
7. ↑  Nowak & Rotunda (2012)，§ 18.29(b)(i).
8. ↑  Chemerinsky (2019)，§ 10.3.3.1, 第886页: "Few decisions in Supreme Court history have provoked the intense controversy that has surrounded the abortion rulings. [在最高法院史上，少有堕胎相关判决能引起如此激烈的争论。]"
9. ↑  Dworkin, Roger.  [极限：法律在生物伦理问题决策中的作用]. Indiana University Press. 1996: 28–36. ISBN 978-0253330758.
10. ↑  Chemerinsky (2019)，§ 10.3.3.1, 第892–893页.
11. ↑  Chemerinsky (2019)，§ 10.3.3.1, 第892–895页.
12. ↑  . Guttmacher Institute. 2022-05-03  [2022-07-14]. （原始内容存档于2022-11-21） （英语）.
13. ↑  Breuninger, Dan Mangan,Kevin.  [最高法院推翻罗诉韦德案，结束持续50年的联邦堕胎权]. CNBC. 2022-06-24  [2022-06-25]. （原始内容存档于2022-06-24）.
14. ↑   (PDF).   [2022-06-24]. （原始内容存档 (PDF)于2022-06-24）.
15. ↑  . LII / Legal Information Institute.   [2022-07-15]. （原始内容存档于2013-12-07） （英语）.
16. ↑  .   [2022-07-15]. （原始内容存档于2022-08-12）.
17. ↑  .   [2022-07-15]. （原始内容存档于2022-10-13）.

### 额外来源
- Chemerinsky, Erwin.  [宪法：原则与策略] 6th. New York: Wolters Kluwer. 2019. ISBN 978-1-4548-9574-9 （英语）.
- Ely, John Hart.  [狼来了的代价：评罗诉韦德案]. Yale Law Journal. 1973, 82 (5): 920–49  [2022-06-25]. JSTOR 795536. PMID 11663374. doi:10.2307/795536. （原始内容存档于2020-10-01） （英语）.
- Garrow, David J.  [自由与性：隐私权与罗诉韦德案]. New York: Macmillan. 1994. ISBN 978-0-02-542755-6 （英语）.
- Greenhouse, Linda. . New York: Times Books. 2005. ISBN 978-0-8050-7791-9 （英语）.
- Lee, Evan Tsen. . Harvard Law Review. 1992, 105 (3): 603–69  [2022-06-25]. JSTOR 1341536. doi:10.2307/1341536. （原始内容存档于2022-10-13） （英语）.
- Malphurs, Ryan A.  (PDF). Communication Law Review. 2010, 10 (2): 48–75  [August 10, 2013]. （原始内容存档 (PDF)于2011-07-25） （英语）.
- Nowak, John E.; Rotunda, Ronald D.  5th. Eagan, Minnesota: West Thomson/Reuters. 2012. OCLC 798148265 （英语）.
- Schwartz, Bernard. . Oxford University Press. 1988: 103. ISBN 978-0-19-505317-3 （英语）.

## 延伸閱讀
- Critchlow, Donald T. . University Park, PA: Pennsylvania State University Press. 1996. ISBN 978-0-271-01570-5.
- Critchlow, Donald T. . New York: Oxford University Press. 1999. ISBN 978-0-19-504657-1.
- Hull, N. E. H. . Chapel Hill: University of North Carolina Press. 2004. ISBN 978-0-8078-2873-1.
- Hull, N. E. H.; Peter Charles Hoffer. . Lawrence, KS: University Press of Kansas. 2001. ISBN 978-0-7006-1143-0.
- Mohr, James C. . Oxford: Oxford University Press. 1979. ISBN 978-0-19-502616-0.
- Rubin, Eva R. [ed.]. . Westport, CT: Greenwood. 1994. ISBN 978-0-313-28476-2.
- Staggenborg, Suzanne. . New York: Oxford University Press. 1994. ISBN 978-0-19-506596-1.

## 外部連結
- 维基文库中的相關文獻：Roe v. Wade
- Roe v. Wade, 410 U.S. 113 (1973)的文本可参见：Justia · Findlaw · Cornell
- The concurring opinions of Burger and Douglas, as well as White's dissenting opinion, were issued along with Doe v. Bolton and may be found at:
  - Cornell LLI （页面存档备份，存于）
- Audio of oral argument at www.oyez.org （页面存档备份，存于）
- Summary of Roe v. Wade at Lawnix.com
- Major Decisions – Roe v Wade （页面存档备份，存于）
- "Supreme Court Landmark Case Roe v. Wade" （页面存档备份，存于） from C-SPAN's Landmark Cases: Historic Supreme Court Decisions（英语：Landmark Cases: Historic Supreme Court Decisions）